# 无法无天 (2012年电影)
是一部於2012年上映的美國犯罪剧情片，由約翰·希爾寇特執導。澳洲歌手兼編劇家尼克·凱夫寫劇本，改編自麥特·邦杜蘭特的2008年歷史小說《The Wettest County in the World》。主演是西亞·李畢福、湯姆·哈迪、蓋瑞·歐德曼、蜜雅·娃絲柯思卡、潔西卡·崔絲坦、傑森·克拉克和蓋·皮爾斯。

## 剧情
20世纪三十年代的美国富兰克林，Bondurant家的三兄弟Forrest（汤姆·哈迪 Tom Hardy饰），Howard（杰森·克拉科 Jason Clarke饰）和 Jack（希亚·拉博夫 Shia LaBeouf 饰）做私酒生意做得风生水起，在当地小有名气。然而当地真正的黑帮老大却是Floyd Banner（加里·奥德曼 Gary Oldman 饰）。Forrest的酒吧里新招了一名女服务生Maggie Beauford（杰西卡·查斯坦 Jessica Chastain 饰），而Jack则爱上了一个神父的女儿Bertha Minnix（米娅·华希科沃斯卡 Mia Wasikowska 饰）。Jack经常和他的好朋友Cricket Pate（戴恩·德哈恩 Dane DeHaan 饰）一起鼓捣一些新奇的东西，然而在他两个哥哥眼里他却始终是个不能真正参与到他们生意中的小孩。新上任的警官Charley Rakes（盖·皮尔斯 Guy Pearce 饰）看Bondurant三兄弟非常不顺眼，屡次挑起事端，三兄弟将如何面对挑战？ （页面存档备份，存于）

## 演員

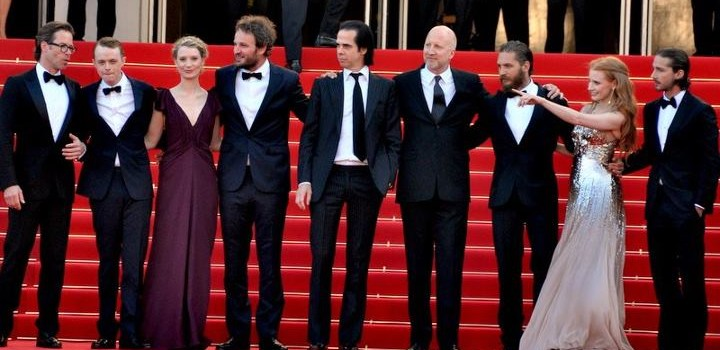
左起為皮爾斯、德翰、娃絲柯思卡、克拉克、凱夫、希爾寇特、哈迪、崔絲坦和李畢福

- 西亞·李畢福 飾 Jack Bondurant
- 湯姆·哈迪 飾 Forrest Bondurant
- 傑森·克拉克 飾 Howard Bondurant
- 蓋瑞·歐德曼 飾 Floyd Banner
- 蜜雅·娃絲柯思卡 飾 Bertha Minnix
- 潔西卡·崔絲坦 飾 Maggie Beauford
- 蓋·皮爾斯 飾 Special Deputy Charlie Rakes
- Marcus Hester 飾 Deputy Jeff Richards
- 丹恩·德翰 飾 Cricket Pate
- Alex Van 飾 Tizwell Minnix
- 諾亞·泰勒 飾 Gummy Walsh